# تپه شهر سوخته ۲۹
تپه شهر سوخته ۲۹ مربوط به هزاره سوم و ۲ قم است و در شهرستان زابل،واقع در استان سیستان و بلوچستان؛ ۷/۶ کیلومتری جنوب غربی پایگاه شهر سوخته واقع شده و این اثر در تاریخ ۲۴ اسفند ۱۳۸۳ با شمارهٔ ثبت ۱۱۴۹۷ به‌عنوان یکی از آثار ملی ایران به ثبت رسیده است.